# آدلا زامودیو
پاز خوآنا پلاسیدا آدلا رافائلا زامودیو ریورو، که بیشتر با نام آدلا زامودیو شناخته می‌شود (۱۱ اکتبر ۱۸۵۴ – ۲ ژوئن ۱۹۲۸)، شاعر، فمینیست و معلم بولیویایی بود. او به‌عنوان مشهورترین شاعر بولیوی شناخته می‌شود و از او به‌عنوان بنیان‌گذار جنبش فمینیستی این کشور یاد می‌شود. آدلا زامودیو در آثار خود از نام مستعار «سولداد» استفاده می‌کرد.
روز تولد او ۱۱ اکتبر، در بولیوی به افتخار تمام زنان شاغل یک تعطیلی ملی است.

## اوایل زندگی
آدلا زامودیو در کوچابامبا، بولیوی در سال ۱۸۵۴ در خانواده‌ای اشرافی به دنیا آمد. پدر او، دان آدولفو زامودیو، مهندسی با اصل و نسب باسکی بود که از آرژانتین به بولیوی مهاجرت کرده بود. مادرش، دونیا مودستا ریورو د زامودیو، دختر خوزه کلائودیو ریورو، مالک ثروتمند معدن در لاپاز بود که آدولفو را استخدام کرده بود.
زامودیو ابتدا توسط معلمی اهل لندن به نام الیزابت گوو، که مدرسه کوچکی در کورو کورو اداره می‌کرد، آموزش دید. پس از مرگ پدربزرگ مادری‌اش، خوزه کلائودیو ریورو، و از دست دادن شغل پدرش در معدن‌های مس ریورو، وضعیت اقتصادی خانواده به سرعت رو به وخامت گذاشت.
زامودیو دو سال در مدرسه ابتدایی عمومی ال بیتریو د سان آلبرتو تحصیل کرد، مدرسه‌ای خیریه برای یتیمان، کودکان بومی و سفیدپوستان فقیر مثل خودش. تحصیلات رسمی او در کلاس سوم به پایان رسید، زیرا سیاست زمان اجازه تحصیل بیشتر برای دختران را نمی‌داد. با این حال، او از طریق آموزش توسط والدینش، یک معلم انگلیسی اهل لندن (پیش از فوت پدربزرگ ثروتمندش)، و همچنین خودآموزی به یادگیری ادامه داد و مقدار زیادی از آثار ادبی، از جمله آثار فمینیستی، را مطالعه کرد.

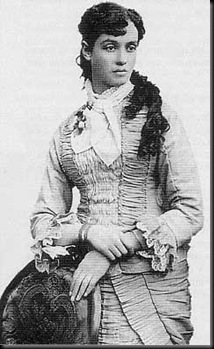
زامودیو در دهه ۱۸۷۰

## حرفه
زامودیو اولین شعر خود با عنوان دو گل رز را در سن ۱۵ سالگی منتشر کرد، اما اولین کتابش را ۲۰ سال بعد به چاپ رساند.
در سال ۱۹۲۶، آدلا زامودیو موفق به دریافت جایزه «تاج افتخار بولیوی» شد. اولین کتاب شعر او در سال ۱۸۸۷ در بوئنوس آیرس منتشر شد. سال بعد، محفل ادبی لاپاز او را به همراه مانوئلا گوریتی د بلزو به‌عنوان عضو افتخاری معرفی کرد.
در سال‌های بعد، زامودیو به نقاشی روی آورد، نمایشنامه‌هایی نوشت و کارگردانی کرد، و روزنامه طنز ال آلگره کارنوال (کارناوال شاد) را منتشر کرد. او همچنین به نوشتن و انتشار آثار بزرگ خود ادامه داد.
او از نام مستعار سولداد (به معنی «تنهایی» در فارسی) استفاده می‌کرد، که بیانگر احساس تنهایی و نادیده گرفته شدن او بود؛ زنی که به دنبال فرار از جامعه محافظه‌کار بولیویایی بود.
در سال ۱۸۹۹، آدلا زامودیو حرفه تدریس خود را در مدرسه ال بیتریو د سان آلبرتو (جایی که خود در دوران کودکی در آن تحصیل کرده بود) به‌عنوان معلم هنر آغاز کرد.
در سال ۱۹۰۱، او یک آکادمی هنر برای زنان تأسیس کرد که در آن به آموزش نقاشی و طراحی می‌پرداخت.
در سال ۱۹۰۵، زامودیو مدیر یک مدرسه جدید برای زنان جوان به نام «مدرسه دولتی برای بانوان» (Escuela Fiscal de Señoritas) شد؛ مدرسه‌ای که برای اولین بار در بولیوی امکان تحصیل زنان فراتر از دوره نوجوانی را فراهم کرد.
او همچنین در زمینه روش‌های آموزشی، مواد آموزشی دربارهٔ مهارت‌های تدریس انتقادی را نوشت و منتشر کرد.
در سال ۱۹۱۱، زامودیو اولین مدرسه نقاشی بولیوی برای زنان به نام «آویلا» را تأسیس کرد.